# フォード・C100
フォード・C100は、ザクスピードが1982年世界耐久選手権参戦用に製作したフォードの二座席レーシングカーまたはグループC（スポーツカー）である。

## 概要
1982年より、世界耐久選手権（WEC）は、排気量無制限・燃料総量規制のあるグループC規定（スポーツカー）で争われることになった。このグループC規定に合わせフォードは、それまでドイツ国内選手権にフォード・カプリの特殊プロダクションカーで参戦していたザクスピードにマシンの製作、チーム運営を託し参戦することになった。
シャシー設計はトニー・サウスゲート、エンジンはF1用フォード・コスワースDFVを3.95リットルにスケールアップしたDFLを搭載した。デビュー戦はグループC規定発行の前年である1981年、二座席レーシングカーとして扱われる世界耐久選手権最終戦ブランズハッチ1000kmであった。いきなりポールポジションを獲得するも決勝はリタイヤとなる。
グループCが本格的にスタートした1982年からWECにフル参戦する。開幕戦モンツァでは予選6位、決勝はリタイヤに終わっている。
続く第2戦はシルバーストン。ここでポルシェも956をデビューさせた。60年代のフォード対ポルシェの対決が再現されたのである。しかしポルシェがル・マン24時間レースで、1-2-3フィニッシュを決め、WECシリーズを制したのに比べ、フォードはポールポジション2回、決勝最上位は最終戦のブランズハッチの4位に留まった。
翌1983年もフォードはWECに参戦する予定であったが、シリーズ開幕直前の3月になって急遽参戦を断念、撤退することになった。その後フォード・C100はプライベーターに売却され、ドイツ国内選手権を戦うこととなる。
フォードのDFLエンジンは、その後も各コンストラクターに搭載されWECに参戦するが、C1では戦力的に厳しく、主にC2マシンに搭載され参戦を継続して行くこととなる。フォードのエンジンがスポーツカーのトップカテゴリーに戻って来るのは、1991年のSWCにて、フォード傘下となったジャガーのXJR-14に、当時F1でベネトンに搭載されていたHBが移植される時まで待たなければならなかった。